# Ophryacus undulatus
Ophryacus undulatus là một loài rắn trong họ Rắn lục. Loài này được Jan mô tả khoa học đầu tiên năm 1859.